# Antonio Elías
Antonio Elías Rodríguez (15 settembre 2000) è un pallavolista portoricano, centrale dei Mets de Guaynabo.

## Carriera

### Club
La carriera di Antonio Elías inizia nei tornei scolastici portoricani, giocando per il Colegio Sagrada Familia. Dopo il diploma gioca nella lega universitaria statunitense NCAA Division I, dove dal 2019 al 2024 fa parte dei Flyers della Lewis, saltando però la prima annata.
Inizia la carriera da professionista in patria, disputando la Liga de Voleibol Superior Masculino 2024 coi Mets de Guaynabo.

### Nazionale
Fa parte della selezione under 19 portoricana che conquista la medaglia di bronzo alla Coppa panamericana 2017, mentre con l'under 23 si aggiudica l'argento alla Coppa panamericana 2021.
Nel 2019 debutta in nazionale maggiore in occasione della Coppa panamericana. Dopo aver ricevuto il premio come miglior centrale alla NORCECA Final Four 2022, nel 2023 vince il bronzo alla NORCECA Final Four e ai XXIV Giochi centramericani e caraibici, ottenendo anche il riconoscimento come miglior centrale al campionato nordamericano. Un anno dopo, invece, conquista l'oro alla NORCECA Final Four.

## Palmarès

### Nazionale (competizioni minori)
- Coppa panamericana under 19 2017
- Coppa panamericana under 23 2021
- NORCECA Final Four 2023
- Giochi centramericani e caraibici 2023
- NORCECA Final Four 2024

### Premi individuali
- 2022 - NORCECA Final Four: Miglior centrale
- 2023 - Campionato nordamericano: Miglior centrale